# Sopelana
Sopelana (oficialmente en euskera: Sopela) es un municipio de la provincia de Vizcaya, en el País Vasco. Se ubica en la comarca de Plencia-Munguía o Uribe, y es parte de la Mancomunidad de Servicios de Uribe-Costa.

## Toponimia
Julio Caro Baroja incluyó Sopelana entre su serie de topónimos vascos terminados en el sufijo -ana, de origen latino. Mientras el sufijo -ano, derivado de -anum estaría relacionado con las posesiones rústicas romanas denominadas fundus; el sufijo -ana proveniente del acusativo femenino de -anus; estaría relacionado con posesiones del carácter de villas urbanas. Caro Baroja, realizó una completa lista de localidades con terminación -ana del País Vasco y Navarra, estando situadas en su mayor parte en la parte sur y más romanizada del territorio aunque algunas de estas como Sopelana se encontraban en la parte más septentrional y a priori menos romanizada del territorio. Caro Baroja logró proponer nombres propios relacionados con casi todos estos topónimos, que indicarían el nombre del originario propietario de la villa. Sin embargo, para el caso de Sopelana, Baroja no llegó a proponer ningún nombre propio que estuviese en la raíz de dicho nombre.
Esta hipótesis de un origen romano de Sopelana no es descartable ya que en Sopelana se han encontrado unos restos romanos (cerámicas y monedas).[cita requerida]
Otro posible origen del nombre de la localidad nos llevaría a una época posterior, ya en la Edad Media. La anteiglesia pudo tomar su nombre del linaje de los Sopelana (y no viceversa), que tenían su casa solar en el territorio de la anteiglesia. La torre de la antigua iglesia de Sopelana (fundada en el siglo XII) estuvo edificada sobre la casa-torre del linaje de los Sopelana. 
Sabemos, por un testimonio del siglo XVI la filiación de dicho linaje. En 1515 Gonzalo Martínez de Sopelana pidió en su testamento, ser enterrado en la iglesia de San Pedro de Sopelana «junto a su quinto abuelo Fortún Astech de Montehermoso de Salcedo, señor de Sopelana». Este personaje, aparece nombrado en Las Bienandanzas e Fortunas, de Lope García de Salazar, según el cual fue hijo de Lope Martínez de Ondáçarros de Salcedo, perteneciente a la casa de los Marroquín de Montehermoso y posible fundador del linaje de los Sopelana. Prestigiosos lingüistas como Koldo Mitxelena especularon que Sopelana pudiera derivarse de Txope, un diminutivo utilizado en euskera para referirse a Lope y que se encuentra bien documentado.
Así se ha teorizado sobre una posible evolución del topónimo de la casa solar, que se habría originado como Txopelena (en euskera significaría de Lopito); y habría evolucionado como Txopelena → Sopelena → Sopelana.
Otro posible origen del nombre podría ser una deformación de zubel + ana ('lugar de carrascos') y su posterior evolución de 'u' a 'o' y de 'b' a 'p' (en euskera vizcaíno) a Sopelana.
Sopelana quedó fijado como forma escrita del nombre, sin embargo en euskera el nombre siguió evolucionando oralmente y dio lugar a Sopela al perderse la n intervocálica, un fenómeno común del euskera en los últimos siglos según la versión de Euskaltzaindia. Aunque el nombre de Sopelana se sigue utilizando en euskera actualmente, la Real Academia de la Lengua Vasca ha fijado Sopela como el nombre en euskera de la localidad en repetidas ocasiones. Hasta 2014 se conservó Sopelana como nombre oficial de la localidad.
En el año 2013, el nuevo equipo de gobierno del ayuntamiento comenzó el proceso para el cambio de denominación del municipio basándose en un informe de Euskaltzaindia. Esta proposición fue elevada a pleno y aprobada por mayoría absoluta con los votos a favor de Bildu (7) y EAJ-PNV (7) y las abstenciones de PSE (2) y PP (1). En enero de 2014 las Juntas Generales de Vizcaya ratificaron la decisión y se acordó dar al municipio el nombre oficial de Sopela.

## Geografía

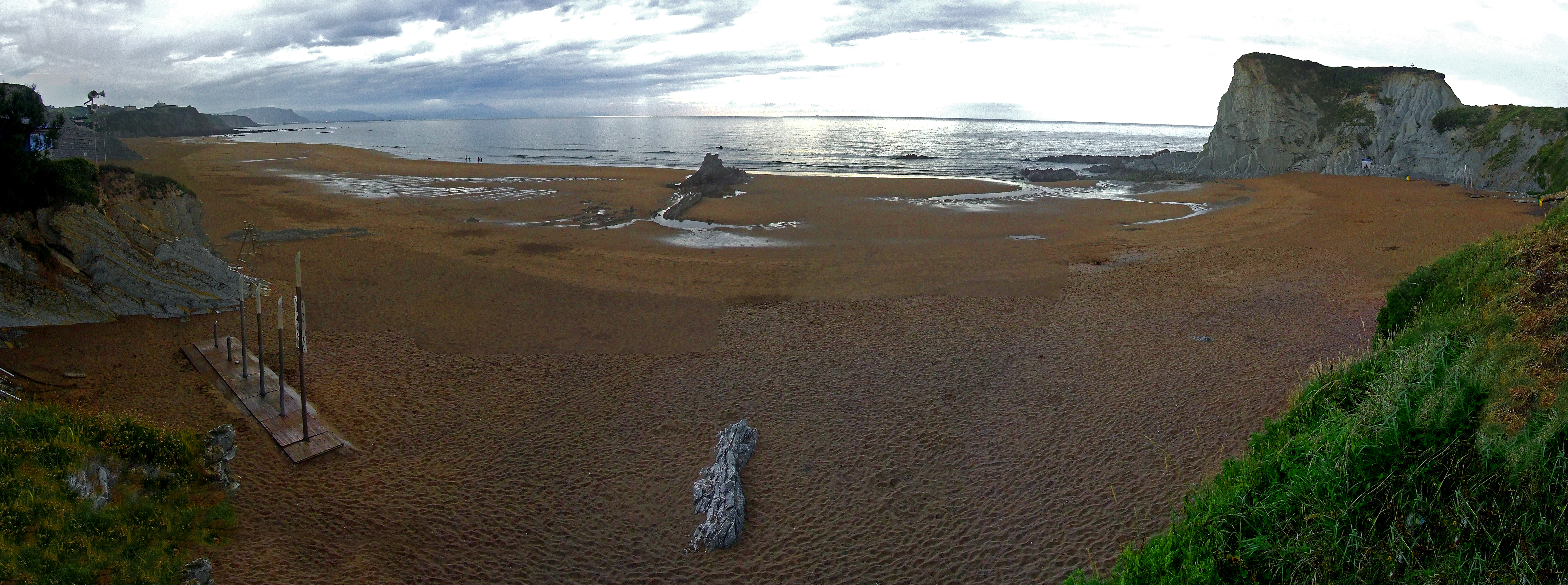
Playa Arrietara

Sopelana es un municipio de 840 hectáreas de superficie situado en la comarca de Uribe Kostaaa. Por el norte limita con el mar Cantábrico, que hace que Sopelana tenga espectaculares acantilados y playas (Barinatxe, Arrietara, Atxabiribil y Meñakoz). El municipio de Barrica está situado al noreste, Guecho al noroeste, Urdúliz al sureste y Berango al suroeste, limitando el municipio y compartiendo algunos de sus accidentes geográficos más importantes. 
De esta forma, Urdúliz y Sopelana comparten el cordal de Freidemendi, lugar donde está ubicada la Peña de Santa Marina, mientras que en el límite con Berango podemos encontrar Urkogane, Sahierri, Sopelamendi y Munarrikolanda, elevaciones de menos de 300 metros.
En cuanto a los ríos, el Gobelas, que nace en el monte Ganes (Barrica) cruza Sopelana, creando la zona conocida como Ganebarri y llegando hasta la vega de Urko, donde se une a los afluentes Lemosas y Saitu. Otros arroyos atraviesan el municipio, algunos de los cuales desembocan en el mar, como es el caso del Iturralde.

## Historia

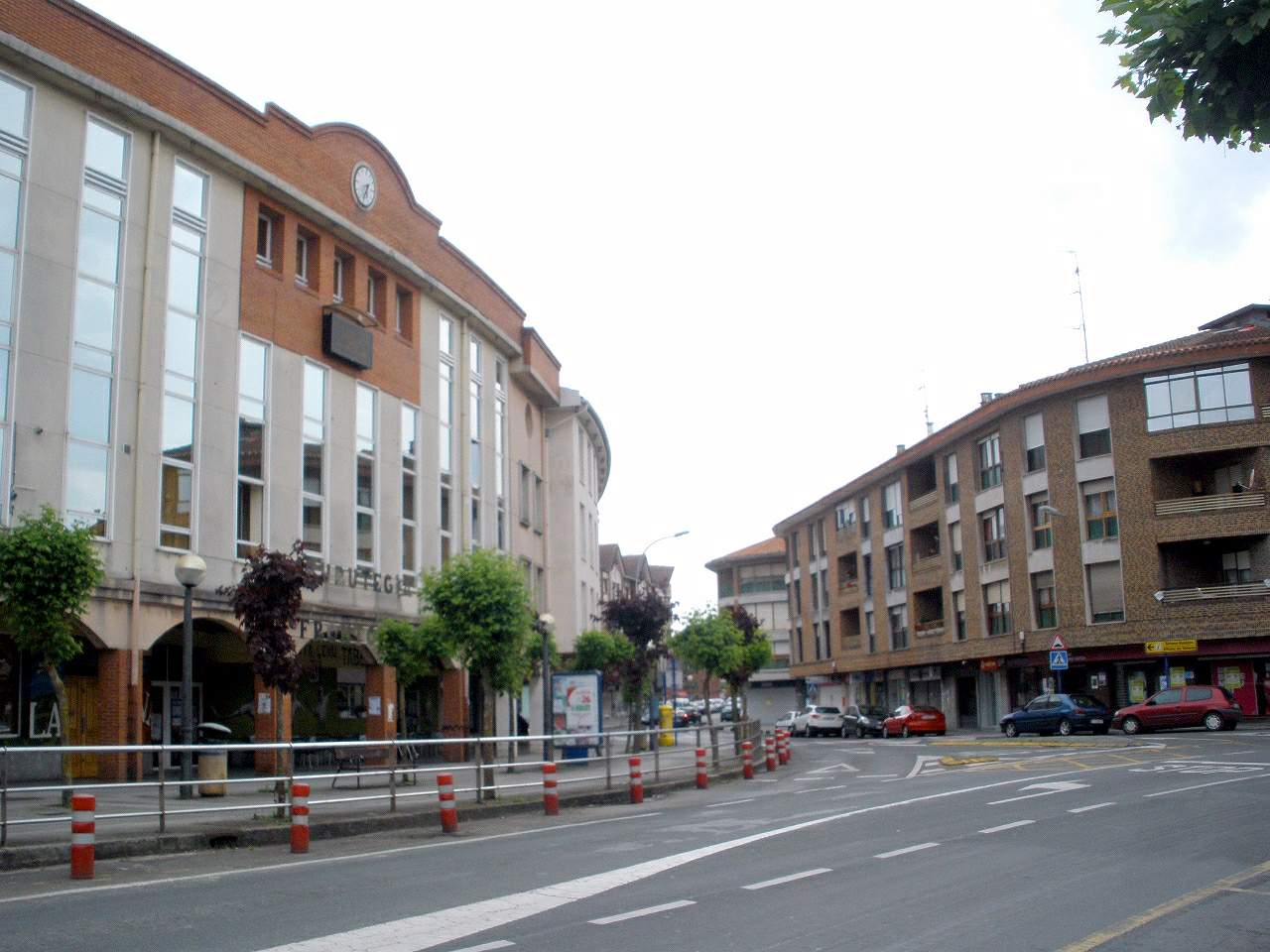
Centro urbano

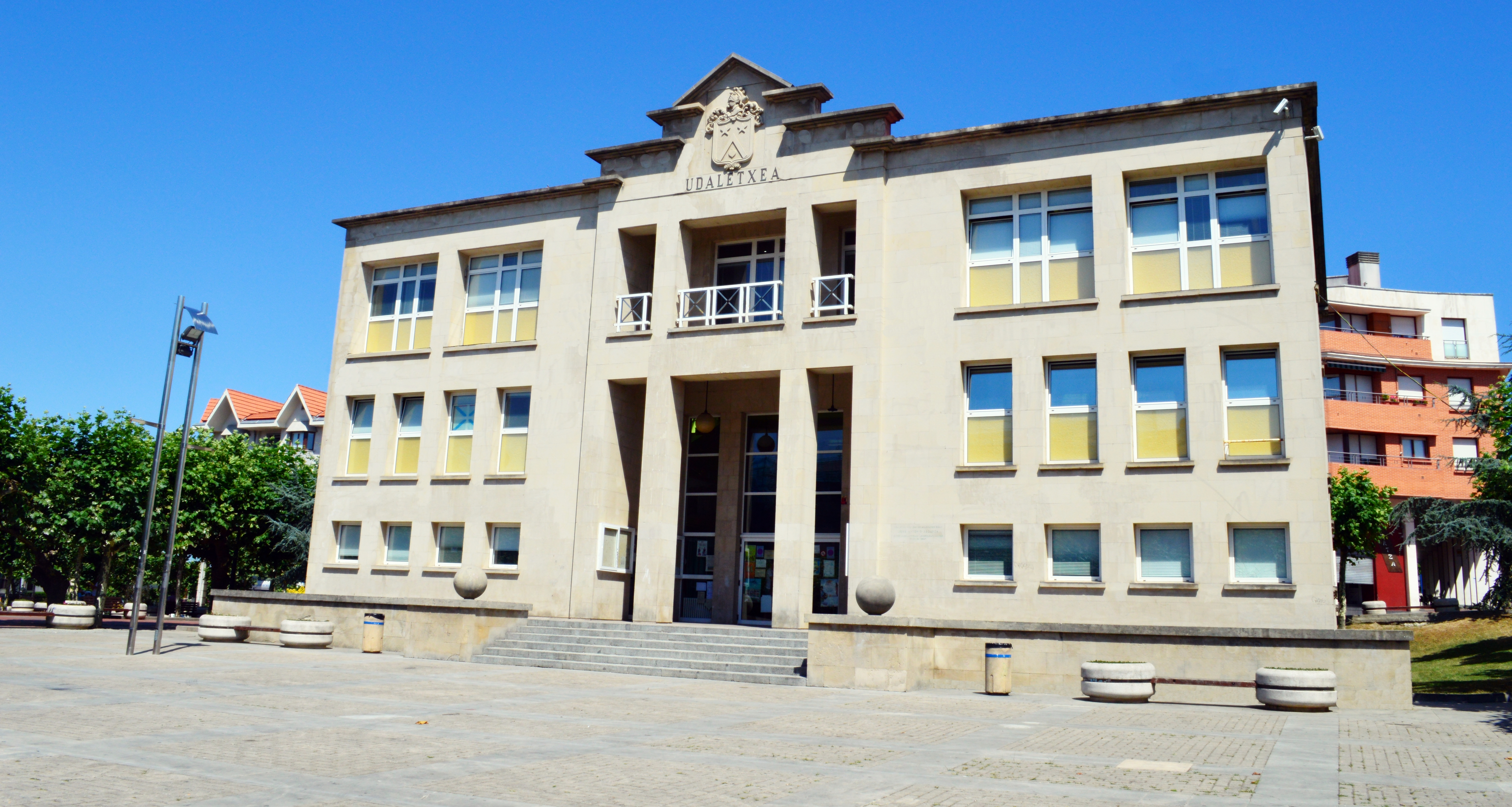
Ayuntamiento de Sopelana

La anteiglesia de Sopelana, ubicada en la comarca de Uribe, Bizkaia, tiene una rica historia que se remonta a la Edad Media. Se encuentra a 21 kilómetros de Bilbao, limitando con Urduliz, Berango, Getxo y el océano Atlántico. Aunque en la actualidad es conocida por sus concurridas playas, históricamente fue un núcleo importante de actividad pesquera y agrícola.

### Origen y Linaje de Sopelana
Los primeros registros de la anteiglesia datan del siglo XII, cuando Lope Martínez de Ondazarroz de Salcedo, perteneciente al linaje Marroquín, estableció su casa-torre en Sopelana. Este linaje se unió a la influyente familia Butrón a través del matrimonio de Lope con una hermana de Gonzalo Gómez de Butrón, consolidando así su poder en la región.
La familia Sopelana desempeñó un papel destacado en la historia local. Gonzalo de Sopelana, quien construyó la torre de Sopelana, es uno de los miembros más reconocidos del linaje. La torre de Sopelana fue un símbolo de poder y protección durante la Edad Media, y la familia se expandió mediante matrimonios estratégicos con otras casas nobles de la región.

### Economía y Sociedad
Durante gran parte de su historia, Sopelana fue una comunidad dedicada a la agricultura y la pesca. La proximidad al océano Atlántico permitió el desarrollo de la caza de ballenas, una actividad importante para la economía local. Los productos derivados de la caza, como el aceite y los huesos, eran comercializados en toda la región.
A partir del siglo XVIII, el comercio de vino y txakoli se convirtió en una fuente de ingresos significativa para el municipio. El ayuntamiento gestionaba la taberna municipal, que proporcionaba fondos para la construcción de infraestructuras y el mantenimiento de servicios públicos.

### Patrimonio y religión
El principal monumento de Sopelana es la parroquia de San Pedro Apóstol, cuya torre original pertenecía al linaje de Sopelana. A lo largo de los siglos, la iglesia fue ampliada y renovada, siendo un símbolo de la unión entre el poder civil y religioso en la anteiglesia.
Además, Sopelana contaba con dos importantes ermitas: San Andrés de Meñakoz y Santa Marina. La ermita de San Andrés fue un lugar de devoción para los pescadores locales, quienes acudían a ella en busca de protección. Ambas ermitas eran destinos de procesiones y eventos religiosos, en los que participaban tanto los habitantes de Sopelana como los de las anteiglesias vecinas.

### Participación en las Juntas Generales
Sopelana tuvo representación en las Juntas Generales de Bizkaia desde el siglo XVI, a través de apoderados elegidos entre los vecinos más influyentes. Estos representantes, como Martín de Unybi y Gonzalo de Sopelana y Bareño, desempeñaban un papel importante en las decisiones que afectaban al Señorío de Bizkaia. Los apoderados eran seleccionados con rigor, asegurando que fueran personas letradas y capacitadas para participar en las deliberaciones de las Juntas.

### Evolución Urbana
Hasta el siglo XVIII, las reuniones del ayuntamiento de Sopelana se celebraban en el cementerio de la iglesia. En 1792, se construyó la casa consistorial, lo que permitió trasladar las reuniones a este nuevo edificio. El municipio también invirtió en la mejora de infraestructuras como puentes y caminos, facilitando las comunicaciones con otras localidades de Bizkaia.

### Guerras y Contribuciones
Durante las guerras del siglo XIX, Sopelana participó activamente proporcionando hombres y recursos. Los registros del ayuntamiento reflejan contribuciones vecinales y gastos asociados al esfuerzo bélico, incluyendo la entrega de alimentos y armamento para las tropas. Las cuentas municipales muestran la colaboración del municipio en diversas contiendas y su implicación en la defensa del territorio.

### Evolución histórica y crecimiento demográfico de Sopelana
Hacia mediados del siglo XIX, el lugar, ya por entonces con ayuntamiento propio, tenía contabilizada una población de seiscientos habitantes. Aparece descrito en el decimocuarto volumen del Diccionario geográfico-estadístico-histórico de España y sus posesiones de Ultramar de Pascual Madoz con las siguientes palabras:

SOPELANA: anteigl. con ayunt. en la prov. de Vizcaya' part. jud. de Bilbao (3 leg.), aud. terr. de Búrgos (31), c. g. de las Provincias Vascongadas (á Vitoria 14), dióc. de Calahorra (31), merindad de Uribe: tiene el 49° voto y asiento en las juntas de Guernica, y contribuye al señorio por 63 fogueras. sit. al pie de un monte hácia la costa del Oceano Cantábrico; con clima templado y saludable: consta de poco mas de 100 casas divididas en dos barrios llamados Moreaga y Uraga; hay casa consistorial; escuela concurrida por 40 niños y 10 niñas, y dotada con 1,300 rs.; igl. parr. bajo la advocacion de San Pedro Apóstol, servida por 3 beneficiados de presentacion particular, y una ermita dedicada á San Andrés. El térm. confina N. el Océano y Barrica; E. Plencia y Urduliz; S. este último y Berango, y O. Gecho. El terreno es de mediana calidad; brotan en él algunas fuentes, y no falta arbolado. caminos: locales. prod.: trigo, maiz, legumbres y frutas; cria poco ganado, y caza de perdices. ind.: 7 molinos harineros. El dia de San Antonio de Padua se celebra una feria de ganado. pobl.: 160 vec., 600 alm. Renta terr. 18,164 rs. 24 mrs.
(Madoz, 1849, p. 445)

Desde finales de la década de 1980, la población de Sopelana no ha parado de crecer y en la actualidad ya cuenta con unos 14 000 habitantes. Si bien durante la industrialización los habitantes se trasladaron a núcleos urbanos más poblados, a partir de dicha década esta tendencia se ha invertido. Sopelana se ha convertido en un municipio residencial, bien comunicado con municipios más grandes y con Bilbao.
El municipio ha pasado de ser un destino eminentemente turístico, donde los propietarios de los pisos sólo venían a veranear, a convertirse en el lugar de residencia habitual de sus habitantes. El número de turistas que recibe anualmente puede llegar a superar con creces al de sus habitantes.En junio de 2004 se inauguró su Oficina de Turismo. El hall cultural del ayuntamiento recoge todas las actividades culturales, que también se encuentran en la casa de cultura Kurtzio, una de las más destacadas de la provincia.
Se pueden encontrar diversas asociaciones basadas en la práctica del deporte, como la Sociedad Deportiva Ugeraga (fútbol, baloncesto, ciclismo...) o la Peña Txuri (surf). Otro tipo de asociaciones radican también en el municipio: Itzartu (asociación de mujeres), Barinatxe Taldea (chistu, tamboril...), la asociación de comerciantes, varios grupos de danzas vascas, la Asociación Internautas Bodyboard (AIB), la asamblea de jóvenes Gazte Asanblada Sopeloztarra, etc. Entre 2000 y 2009 actuó la banda de música Uribe Bazterra.

## Demografía
Sopelana cuenta con una población de 14 940 habitantes (INE 2024).
| Gráfica de evolución demográfica de Sopelana entre 1842 y 2021                                                      |
| |
| Población de derecho según los censos de población del INE Población de hecho según los censos de población del INE |

### Transporte

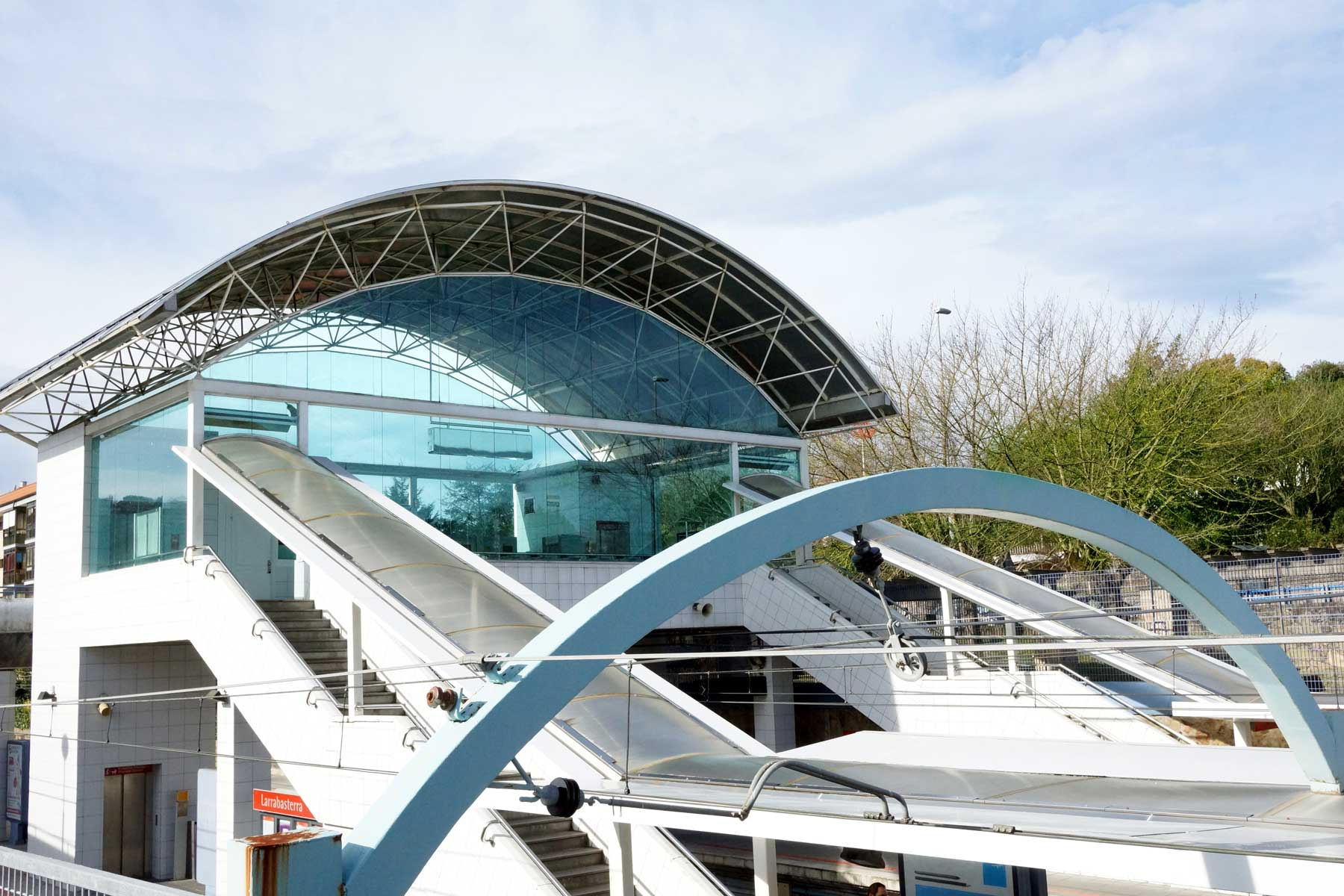
Estación del metro en Sopelana

El término municipal de Sopelana se encuentra a 18,5 km de Bilbao, a 81 km de Vitoria y a 113 km de San Sebastián. Por carretera, se puede acceder por la BI-634 desde Bilbao, por la AP-68 desde Vitoria y por la AP-8 desde San Sebastián.

#### Autobús
- Sopelbus: autobús urbano. Une los barrios Larrabasterra / Arrietara / Playas / Sopelmar / Ugeraga / Moreaga / Centro.
- Bizkaibus:
  - A3451: Las Arenas - Arminza.
  - A3531: Sopelana - Munguía - Gatica.
  - A2166: Uribe Kosta - UPV/EHU

#### Metro
- Línea 1 Etxebarri - Plentzia: Estaciones de Larrabasterra y Sopelana (Zona C)

## Administración y política
| Partido político                                              | 2019  | 2019       | 2015  | 2015       | 2011  | 2011       | 2007  | 2007       |
| Partido político                                              | %     | Concejales | %     | Concejales | %     | Concejales | %     | Concejales |
| Euzko Alderdi Jeltzalea-Partido Nacionalista Vasco (EAJ-PNV)  | 37,67 | 7          | 39,21 | 7          | 32,57 | 7          | 25,28 | 5          |
| Euskal Herria Bildu (EH Bildu)-Bildu                          | 32,56 | 6          | 30,22 | 6          | 36,29 | 7          | —     | —          |
| Elkarrekin Podemos-Irabazi-Ezker Anitza-IU-Equo               | 12,24 | 2          | 4,74  | 0          | —     | —          | —     | —          |
| Denok Batera-Todos Unidos (DB-TU)                             | 5,39  | 1          | 9,81  | 2          | —     | —          | —     | —          |
| Partido Socialista de Euskadi-Euskadiko Ezkerra (PSE-EE PSOE) | 8,04  | 1          | 5,21  | 1          | 9,53  | 2          | 13,63 | 2          |
| Partido Popular del País Vasco (PP)                           | 2,62  | 0          | 3,33  | 0          | 6,85  | 1          | 6,58  | 1          |
| Orain Sopela                                                  | —     | —          | 5,14  | 1          | —     | —          | —     | —          |
| Eusko Abertzale Ekintza-Acción Nacionalista Vasca (EAE-ANV)   | —     | —          | —     | —          | —     | —          | 22,05 | 4          |
| Ezker Batua-Berdeak (EB-B)                                    | —     | —          | 2,63  | 0          | 11,43 | 3          | —     | —          |
| Berdeak-Los Verdes                                            | —     | —          | —     | —          | 5,71  | 1          | —     | —          |

En 2007 el Partido Nacionalista Vasco repetía como primera fuerza política del municipio. Tan solo EAJ-PNV y EAE-ANV presentaban candidato a la alcaldía, resultando elegido alcalde el jeltzale Imanol Garai con el apoyo de Eusko Alkartasuna y Partido Popular.
En 2011 Bildu se posicionaba como primera fuerza política de Sopelana, siendo la primera vez en la historia que EAJ-PNV no lograba ser la fuerza más votada. En el pleno de investidura cada partido votó a su propio candidato, a excepción del PP que decidió votar al candidato de EAJ-PNV para evitar que Bildu pudiera llegar a la alcaldía. Ningún miembro del consistorio logró la mayoría absoluta por lo que fue proclamada alcaldesa Dña. Saioa Villanueva Zarandona, de Bildu, al ser la lista más votada en el municipio. El Ayuntamiento de Sopelana se convirtió así en el primer consistorio de toda la comarca gobernado por la izquierda abertzale.
En 2015 EAJ-PNV volvía a ser el primer partido en el municipio, siendo elegido alcalde Gontzal Hermosilla Ramos, de EAJ-PNV, con el apoyo del PSE-PSOE. Tras estas elecciones, EAJ-PNV y PSE-PSOE llegaban a un acuerdo de gobierno, siendo nombraba teniente de alcalde la única concejal socialista del ayuntamiento. Así, la edil del PSE-PSOE se convertía en la primera edil no abertzale en entrar en el gobierno municipal.

## Cultura

### Patrimonio

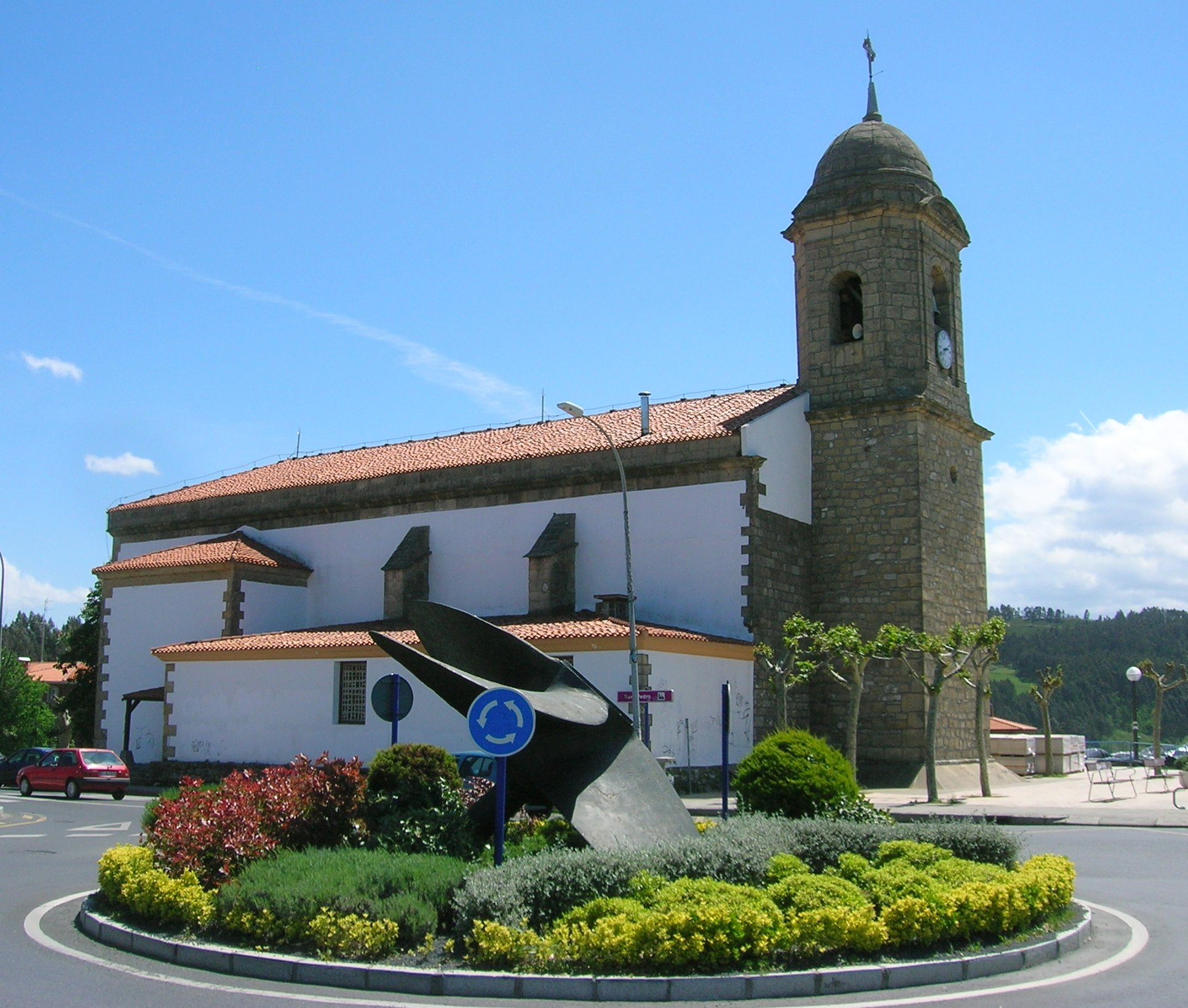
Iglesia de San Pedro

Los dólmenes de Munarrikolanda o el asentamiento de Kurtzio son yacimientos arqueológicos de un asentamiento utilizado por el hombre desde épocas prehistóricas. 
Las huellas de la presencia romana en Sopelana se encontraron principalmente en el entorno de la iglesia de San Pedro, donde se localizaron diversos materiales cerámicos. Cerca del acantilado de la playa Atxabiribil se descubrió un fragmento de terra sigilata, posiblemente del siglo III d. C.
Sopelana, que recibe la denominación de anteiglesia, tiene varias iglesias y ermitas. 
Gonzalo de Sopelana edificó la iglesia de San Pedro, de estilo renacentista (siglo XVI), que fue reformada en los siglos XVIII y XIX añadiéndole la famosa torre barroca. El escudo de armas del linaje de los Sopelana, fundadores de la iglesia, está compuesto por dos llaves en cruz y cuatro corazones y se puede observar en la fachada de la iglesia. 
En el interior se encuentra la imagen de San Pedro del siglo XVI, la talla de la Inmaculada de la escuela de Gregorio Hernández del siglo XVI y el Banco del Fiel Regidor, tallado en madera. La iglesia de San Pedro está situada en el centro del municipio y se caracteriza por su torre y por estar pintada de blanco.

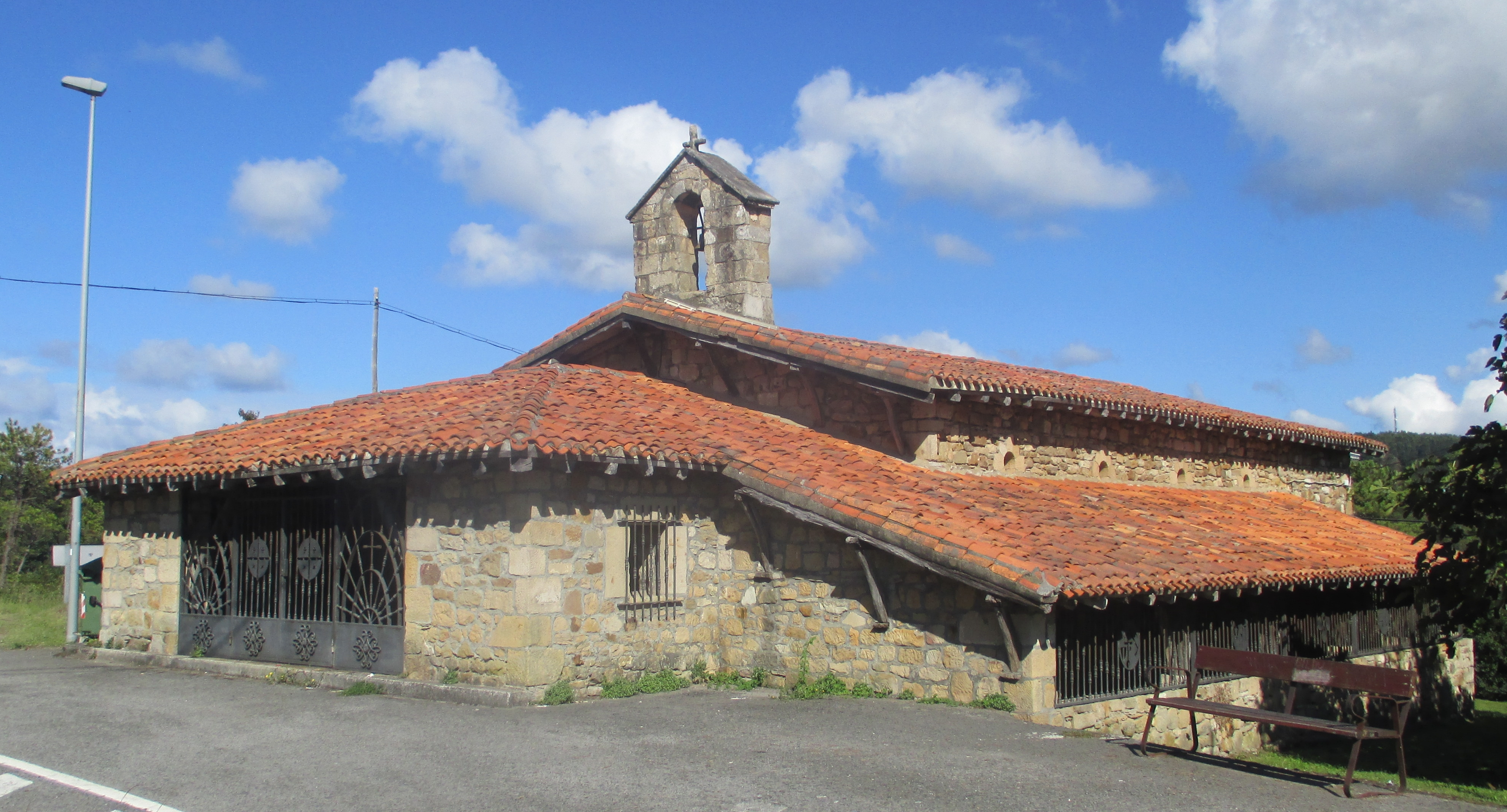
Ermita de San Andrés

La ermita del Carmen está ubicada en el barrio de Larrabasterra y es de construcción moderna y la de San Andrés, ubicada en la carretera a Plencia, es una construcción rústica en piedra (siglo XIII) que fue reconstruida en 1970. En las Peñas de Santa Marina, próximas al término municipal de Urdúliz, se encuentra la ermita del mismo nombre, desde la que se divisa la costa de Vizcaya, desde Punta Lucero hasta el cabo Villano. 
En el casco urbano se pueden observar esculturas de diferentes estilos. La más antigua es Munarri, en el monte Fraidemendi, donde se hacían sacrificios a la fertilidad de la tierra en el siglo VIII. Entre las contemporáneas destacan el Surfista, en el Puente de Iberre; la emblemática Cola de la Ballena, en el Parque Iturrieta; y El Guitarrista, homenaje al mítico Angus Young, guitarra del grupo AC/DC (la placa conmemorativa que acompaña a la estatua tiene la inscripción «A. Young, gazte bat» haciendo un juego de palabras, ya que a young y gazte bat significan ambas 'un joven', en inglés y euskera respectivamente).

### Txopel
Txopel es la mascota del Ayuntamiento de Sopelana. El término procede del primer nombre del municipio, que según estudios se denominaba Txopel. De ahí evolucionó a Sopela, nombre oficial del municipio a día de hoy. Se trata de un basajaun vestido con indumentaria típica rural y la lanza municipal de Sopelana en la mano. Figura en el acceso principal de la casa consistorial.

#### Premios Txopel
Los premios Txopel se conceden en un acto anual celebrado por el Ayuntamiento de Sopelana, otorgando un reconocimiento a las personas del País Vasco y Navarra que durante el año hayan realizado un trabajo a resaltar en el ámbito cultural, social o político. Comenzaron a repartirse en el año 2006 y desde entonces se ha convertido en un acto de gran trascendencia en el territorio. Se dividen en dos categorías principales, las estatuas de Txopel y la lanza municipal.

### Euskera
Según un informe realizado por Euskaltzaindia en el año 2012, Sopelana es el municipio con la mayor tasa de vascoparlantes de la comarca. La academia destaca también que el euskera de Sopelana tiene una forma propia dentro del dialecto vizcaíno, lo que le llevó a publicar en 1987 el documento Sopelako euskararen nondik norakoak, una investigación sobre el euskera autóctono del municipio. Una amplia parte de la oferta cultural y deportiva de Sopelana se ofrece en euskera.
Cuenta también con servicio de Euskaltegi, siendo dos los centros más referentes:
- Euskaltegi municipal
- AEK Sopela

### Fiestas
El patrón del pueblo es San Pedro y estas son las fiestas más referentes del municipio. Se celebran a final de junio, alargándose durante una semana y media y el día grande es el 29. La patrona del barrio de Larrabasterra es la virgen del Carmen, que celebra sus fiestas a mediados de julio, siendo su día grande el 16. También son días de fiesta el 20 de julio, en honor a Santa Marina y el 30 de noviembre, día de Ander Deuna. A pesar de que estas cuatro son las únicas fiestas con carácter oficial, el municipio cuenta con decenas de actividades a lo largo del año. Entre otros, destacan el día del euskera, la feria medieval, el día juvenil, el día de cuadrillas, el día de Putxeras, la feria vasca...

### Representación consular
Sopelana acoge el consulado de Pakistán

## Servicios

### Educación
Sopelana cuenta con una amplia oferta en el sector educativo, ofreciendo el marco completo de la educación no universitaria. Cuenta con cinco centros educativos en el municipio:
- Haurreskola Sopela
- Zipiriñe (escuela pública)
- Iberre (instituto público)
- Ikastola Ander Deuna
- CEPA Sopela

A día de hoy alrededor de 2800 alumnos están matriculados en estos centros, cerca del 90% en modelo D.

### Equipamientos
El municipio cuenta también con otro tipo de servicios:
- Oficinas de atención ciudadana en los barrios (Sopelarin): Oficinas del ayuntamiento para realizar trámites municipales sin trasladarse hasta la casa consistorial.
- Pabellones de obras y servicios: Almacén municipal principal de 3000 m².
- KZ gunea: Salas multitecnológicas con más de 50 equipos tecnológicos.
- Hogar del jubilado: se trata de un antiguo palacete de tres plantas y es dependiente del ayuntamiento. Cuenta con alrededor de 800 socios y ofrece servicios como cafetería, podólogo, gimnasia, danzas, peluquería, restaurante, sala informática, sala de cine, salón de juegos etc.
- Escuela de música: se encuentra en el edificio situado en la plaza Jauregizar. Se imparten clases de trikitixa, pandero, chistu, guitarra, gaita, piano, alboka, violín, etc.
- Biblioteca central: está situada frente a la plaza consistorial y cuenta con más de 100 000 ejemplares de diferentes épocas y temas.
- Policía municipal: la plantilla está formada por 21 Agentes de los cuales 5 son Agentes Primeros todos ellos al mando de un suboficial y una flota de 4 coches patrulla en turnos de mañana y tarde. En el año 2017 se implantó servicio nocturno para los días jueves, viernes y sábado noche desde junio hasta septiembre inclusive, actualmente ese servicio no se presta siendo la Ertzaintza la encargada de la seguridad ciudadana en horario nocturno. Las únicas noches cubiertas durante el año corresponden a las fiestas patronales de San Pedro y El Carmen abarcando de jueves a domingo el servicio de 24 horas respectivamente.

## Personas destacadas
- Juan Luis Ibarra, presidente del Tribunal Superior de Justicia del País Vasco
- Joane Somarriba, ciclista profesional
- Armando Ribeiro, futbolista y exportero del Athletic Club